# (1864) Dédale
(1864) Dédale (désignation internationale (1864) Daedalus) est un astéroïde Apollon découvert le 24 mars 1971 par Tom Gehrels à l'observatoire Palomar. Il a été baptisé en l'honneur de l'inventeur Dédale de la mythologie grecque.